# Eugnathia lunifera
Eugnathia lunifera är en fjärilsart som beskrevs av Moore 1885. Eugnathia lunifera ingår i släktet Eugnathia och familjen nattflyn. Inga underarter finns listade i Catalogue of Life.